# Orgilus notabilis
Orgilus notabilis är en stekelart som beskrevs av Muesebeck 1970. Orgilus notabilis ingår i släktet Orgilus och familjen bracksteklar. Inga underarter finns listade i Catalogue of Life.